# Calomicrus porrectus
Calomicrus porrectus là một loài bọ cánh cứng trong họ Chrysomelidae. Loài này được Normand miêu tả khoa học năm 1937.